# Jerónimo Soares Barbosa
Jeronymo Soares Barbosa (1737-1816) (* Ansião, Leiria, 24 de Janeiro de 1737 † S. João de Almedina, Coimbra, 5 de Janeiro de 1816), foi editor, comentador, pedagogo, filólogo e professor de Retórica e Poética do Colégio das Artes da Universidade de Coimbra, onde lecionou até 1790.

## Biografia
Era filho de Manuel Freire de São Lázaro e de Dona Violante Rosa Soares (*1715 †?). 
Foi educado no Seminário Episcopal de Coimbra, então, recém fundado pelo virtuoso bispo D. Miguel da Anunciação, e em 21 de julho de 1768 bacharelou-se em Cânones. 
Foi nomeado sócio da Academia Real de Ciências de Lisboa em 4 de março de 1789, jubilado da cadeira de Retórica e Poética em 23 de Fevereiro de 1790. 
Foi nomeado visitador das escolas de primeiras letras e de língua latina na provedoria de Coimbra em 8 de julho de 1792. 
Em 13 de novembro de 1799 era encarregado de promover e dirigir as edições dos autores clássicos para uso das escolas. Casou em 17 de Fevereiro.

## Obras
- Oratio Auspicalis, Habitae Conimbricae in Gymnasio Maximo, 1767[2]
- Instituições Oratórias de Marco Fábio Quintiliano, 1788
- Analyse dos Luziadas.
- "As duas línguas", uma gramática filosófica comparada do português e do latim
- "Escola popular das primeiras letras dividida em quatro partes" (1796), uma gramática elementar do português com instruções destinadas aos mestres-escola
- Grammatica philosophica da lingua portugueza ou principios da grammatica geral applicados à nossa linguagem, publicada postumamente, em 1822.
- Póetica, tradução e explicação da obra de Horácio, 1791
- Oratio in gratiarum actionem Josepho I, Lusitanorum regi fidelissimo, habita Conimbricae in Gymnasio publico, & coram frequenti Academia V. Non. Octobres, anno 1766 / ab Hieronymo Suaresio Barbosa
- Epitome Universae et Lusitanae
- Mundo Alegórico ou O Plano da Religião Cristã